# Hyperoliidae
Hyperoliidae Laurent, 1943 è una famiglia di anfibi anuri di taglia medio-piccola.

## Tassonomia
Comprende 228 specie nei seguenti generi:
- Acanthixalus Laurent, 1944 (2 sp.)
- Afrixalus Laurent, 1944 (35 sp.)
- Alexteroon Perret, 1988 (3 sp.)
- Arlequinus Perret, 1988 (1 sp.)
- Callixalus Laurent, 1950 (1 sp.)
- Chrysobatrachus Laurent, 1951 (1 sp.)
- Cryptothylax Laurent & Combaz, 1950 (2 sp.)
- Heterixalus Laurent, 1944 (11 sp.)
- Hyperolius Rapp, 1842 (145 sp.)
- Kassina Girard, 1853 (15 sp.)
- Kassinula Laurent, 1940 (1 sp.)
- Morerella Rödel, Kosuch, Grafe, Boistel, & Veith, 2009 (1 sp.)
- Opisthothylax Perret, 1966 (1 sp.)
- Paracassina Peracca, 1907 (2 sp.)
- Phlyctimantis Laurent and Combaz, 1950 (5 sp.)
- Semnodactylus Hoffman, 1939 (1 sp.)
- Tachycnemis Fitzinger, 1843 (1 sp.)

## Distribuzione
La gran parte delle specie è diffusa nell'Africa sub-sahariana, con l'eccezione del genere Heterixalus (che comprende 11 specie), endemico del Madagascar, di Kassina jozani, endemica di Zanzibar e di Tachycnemis seychellensis, endemica delle Seychelles.